# 東矢本站
東矢本站（日语：／ Higashi-yamoto eki */?）是一位於日本宮城縣東松島市矢本字下浦，隸屬於東日本旅客鐵道（JR東日本）的鐵路車站。開業當日剛好是日本國鐵分割民營化前的最後一天，而當天亦只有此站為新開業，所以它便成為了日本國鐵車站中最後開業，亦是作為國鐵時代歷時最短的車站。
2011年發生了311地震後，部份仙石線路段及車站受到了破壞，令目前由本站開出的列車，上行均以矢本站或陸前小野站為終點。經過近4年多的復修，全線於2015年5月30日起重新開通，上行列車也再次重新通往青葉通站。同日起連接仙石線及東北本線的連接路軌亦投入服務，快速列車可沿連接路軌接駁仙台及石卷之間，不過卻不在本站停車。

## 車站結構
屬於簡易車站模式，只設有1線1面的配置，樓梯出入口、自動售票機及有蓋候車亭均設於月台末端向陸前赤井站方向，其餘月台部份均為露天區域，有效長度為4輛。往石卷方向時，列車右側車門會打開；而往青葉通站方向時則左側上落。

## 歷史
- 1987年：

- 3月31日：開業，為國鐵時代最後開業的車站。
- 4月1日：日本國鐵分割民營化，車站的營運由JR東日本繼承。

- 2003年10月26日：導入Suica。
- 2011年：

- 3月11日：東北地方太平洋沖地震，受海嘯影響而全線不通。
- 7月16日：矢本～石卷間重新運作，但改用氣動車行駛。

- 2015年5月30日：仙石線全線復舊，同時仙石東北線通車，快速列車班次改經仙台東北線但取消於本站停車，令本站只剩下普通列車[3]。

## 相鄰車站
東日本旅客鐵道
■仙石線
□特別快速、■快速（紅快速）、■快速（綠快速）（※以上為仙石東北線系統）
通過
■普通
矢本－東矢本－陸前赤井

## 外部連結
- （日語）JR東日本東矢本站官方網頁